# Протесты в Казахстане (2022)
Протесты в Казахстане, впоследствии известные как Январские события, Кровавый январь и Январская трагедия (каз. Қаңтар оқиғасы, Қанды Қаңтар, Қаңтар трагедиясы, Қаңтар), начались 2 января 2022 года после резкого повышения цен на сжиженный газ, произошедшего 1 января 2022 года в связи с переходом на рыночный механизм ценообразования. Протесты начались в газодобывающем городе Жанаозене на западе Казахстана, но 3—4 января перекинулись на Алма-Ату и города Актау, Атырау, Уральск, Актобе, Шымкент, Тараз, Кызылорду, Семей, Талдыкорган. Участники протестов перешли от экономических требований к политическим, включавшим отставку правительства и уход из политики первого президента страны Нурсултана Назарбаева.
4—5 января в Алма-Ате протесты перешли в массовые беспорядки, в том числе поджоги правительственных зданий и мародёрство, а власти потеряли контроль над городом; были сожжены бывшая резиденция президента и акимат (мэрия), протестующие захватили аэропорт Алматы. Также волнения разного масштаба, от мирных выступлений и собраний до столкновений с полицией и массовых беспорядков произошли во многих областных центрах страны — в Кызылорде, Таразе, Талдыкоргане, Усть-Каменогорске, а также в столице Нур-Султане, Шымкенте и Семее.
В Казахстане было объявлено чрезвычайное положение — сначала в некоторых регионах, потом и по всей стране. На протяжении нескольких дней происходили отключения Интернета, приводившие к перебоям в работе безналичной оплаты. Были заморожены цены на сжиженный газ, что не привело к уменьшению протестов. Президент Казахстана Касым-Жомарт Токаев отправил правительство Аскара Мамина в отставку и возглавил Совет безопасности Казахстана вместо Нурсултана Назарбаева.
6 января по запросу президента Казахстана была объявлена операция ОДКБ в Казахстане, включавшая вооружённые силы России и ещё 5 стран и заявленная как миротворческая миссия по охране важных объектов и помощи в поддержании правопорядка. Был объявлен режим антитеррористической операции, начались зачистки городов от протестующих.
7 января СМИ Казахстана показали обращение Касым-Жомарта Токаева, в котором он сообщил, что дал правоохранительным органам и армии приказ стрелять на поражение без предупреждения. В тот же день власти Казахстана сообщили о восстановлении порядка в стране.
В результате этих событий в стране поменялись премьер-министр, госсекретарь, спикер нижней палаты парламента. Из 16 министров была заменена половина. Назарбаев лишился должности лидера правящей партии «Нур Отан». Эту должность занял Токаев.

## Предыстория

### Демографическая, экономическая ситуация

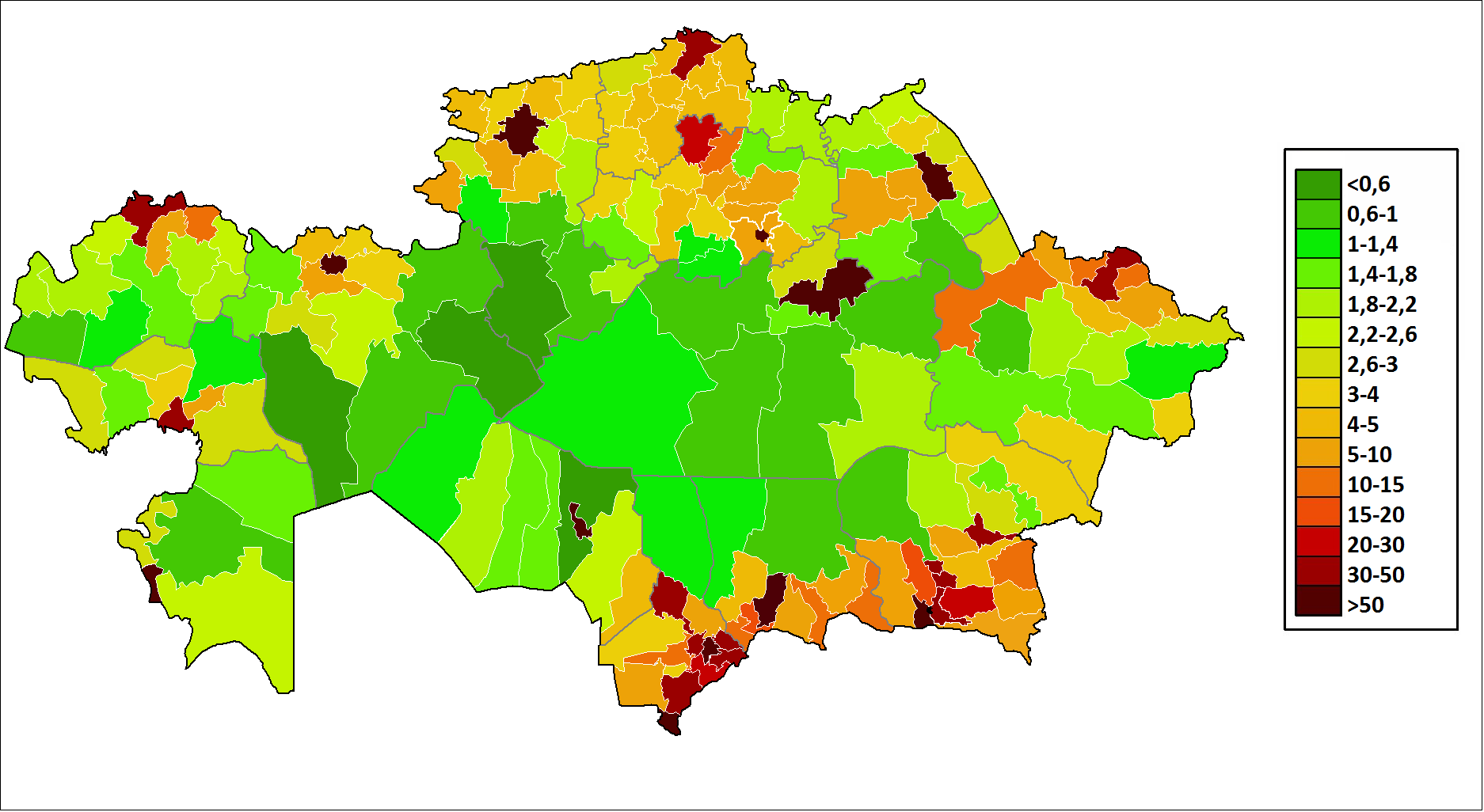
Плотность населения Казахстана на 2016 год

В 1997 году власти решили перенести столицу из Алма-Аты в Акмолу (с 1998 года — Астана, с 2019 года — Нур-Султан, с 2022 года — Астана). Основной причиной переноса стало стимулирование миграции из южных областей с высокой плотностью населения и дефицитом рабочих мест в развитые северные города, которые испытали депопуляцию в результате выезда из Казахстана значительного числа жителей нетитульных национальностей. Несмотря на перенос столицы, население Алматы выросло с 1,13 млн человек в 2000 году до 2,18 млн человек в 2021 году.
По официальной статистике, уровень бедности в Казахстане в 2020 году составил 5,3 %. Черта бедности в Казахстане определяется как среднедушевой доход ниже 70 % от величины прожиточного минимума. Наибольшая доля казахстанцев за чертой бедности сосредоточена на юге страны. На 2019 год в городах-миллионниках Казахстана Нур-Султане, Шымкенте и Алмате числятся, соответственно, 10 тыс., 32 тыс. и 53 тыс. человек, живущих за чертой бедности.

### Предыдущие протесты
Ещё в начале 2010-х годов Жанаозен, нефтедобывающий город в Мангистауской области, столкнулся с серией забастовок и демонстраций рабочих. В 2011 году в связи с 20-й годовщиной Дня независимости в городе вспыхнули беспорядки, в результате которых, по официальным данным, погибло 16 человек и было ранено 100 человек, поскольку силы безопасности Казахстана открыли огонь по демонстрантам, которые требовали улучшения условий труда.
В 2011 году цена на сжиженный автомобильный газ составляла около 30—35 тенге, и с тех пор она неоднократно повышалась. В январе 2020 года в Жанаозене прошла акция протеста, на которой жители города требовали снижения цены на газ, которая поднялась с 55 до 65 тенге, а в январе 2022 года выросла до 120 тенге. 6 июля 2021 года, за полгода до событий, в Алмате произошла акция протестов против роста цен на товары первой необходимости.

## Хронология

### 2 января
Утром 2 января 2022 года жители Жанаозена перекрыли дорогу в знак протеста против повышения цен на газ. Демонстранты призвали акима области Нурлана Ногаева и акима города Максата Ибагарова принять меры по стабилизации цен и предотвращению дефицита топлива.

### 3 января
Сотни жителей собрались на центральной площади Жанаозена ночью. Около 1000 человек приняли участие в протестах, их требования включали в себя не только социально-экономические требования, но и требования политического характера. Выступление акима области и директора газоперерабатывающего завода не убедили демонстрантов. Руководство покинуло площадь под лозунги демонстрантов.

### 4 января

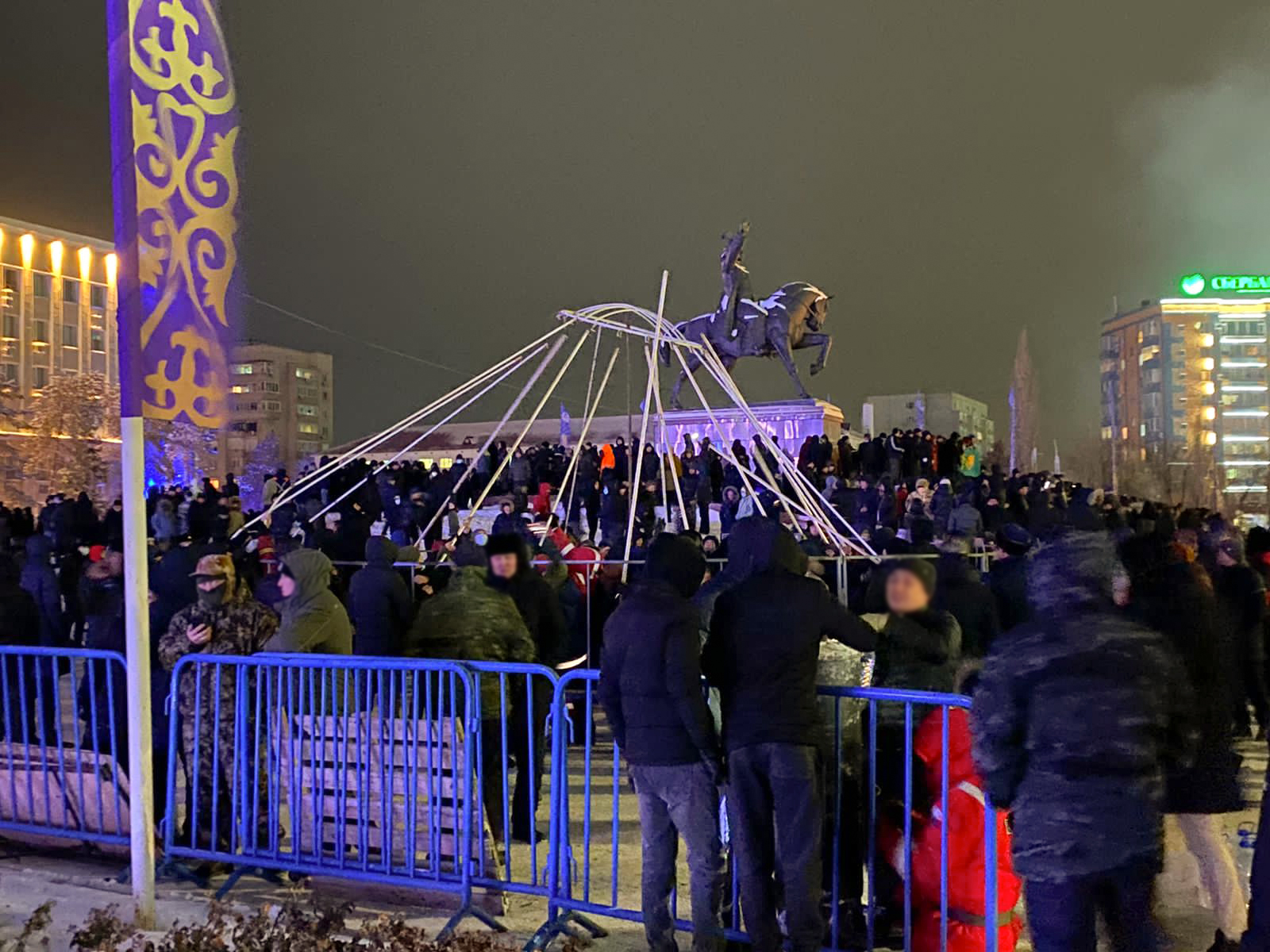
Протестующие в Актобе сооружают юрту, 4 января 2022 года

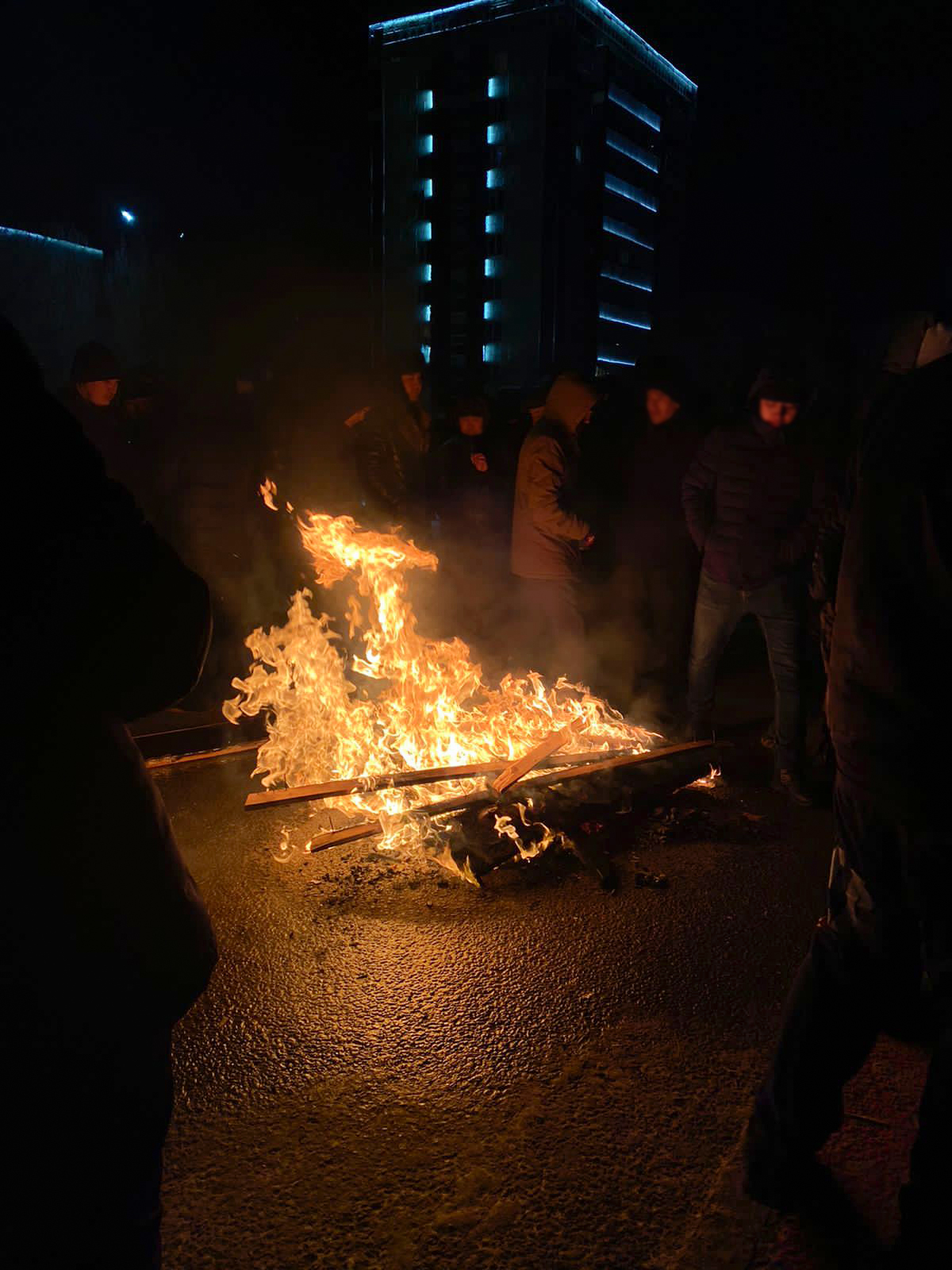
Протестующие в Актобе греются у костра, 4 января 2022 года

Днём власти Казахстана заявили о снижении цен на сжиженный газ в Мангистауской области до 50 тенге за литр. Тем не менее, протесты продолжились.
4 января президент Казахстана Касым-Жомарт Токаев записал видеообращение, в котором призвал участников протестов «проявить благоразумие» и не совершать незаконных действий.

#### Алматы
Утром полиция перекрыла площадь Астаны и подъезды к ней. В обед сотни человек вышли на митинг в районе ледового дворца «Алматы Арена» вместе с лидером Демпартии Жанболатом Мамаем. Люди начали собираться и возле Президентского парка, а затем начали шествие вниз по улице Мустафина.
Несколько сотен протестующих участвовали в шествии, одна из групп двигалась по проспекту Абая, а вторая — по проспекту Толе би в сторону центра города под лозунгами «Вперёд, Казахстан» и «Старик, уходи». Произошла стычка протестующих с полицией.
Силовики применили в отношении протестующих на площади светошумовые гранаты. В ночь с 4 на 5 января в Алматы протестующие начали поджигать полицейские автомобили, численность протестующих в городе журналисты оценили от одной до десяти тысяч человек. Ночью стали появляться сообщения о вводе военной техники в город.
В Алма-Ате с 5 по 8 января был отключен мобильный интернет.
По информации Deutsche Welle, сотрудники правопорядка в городе в коротких беседах 4 января говорили об отсутствии приказа противодействовать «деструктивным элементам». Сотрудники аэропорта Алматы отмечали, что сотрудники правоохранительных органов покинули свои посты за 40 минут до появления вооружённых неизвестных. Сторонники партии Ак жол, принимавшие участие в мирных протестах, отмечают, что деструктивные действия совершали группы, не связанные с протестующими. По их версии, это могли быть специально выпущенные из тюрем заключённые, действия которых должны были дискредитировать мирный протест.

#### Атырау
Утром в Атырау жители собрались около местного рынка и группами направились в сторону центральной площади Исатая и Махамбета, на которой собрались сотни людей. Протестующие окружили акима Атырауской области Махамбета Досмухамбетова и не позволили ему уехать с площади на машине.

#### Астана
Во многих городах, по заявлению пропротестных СМИ, начались задержания: в Нур-Султане было задержано «несколько сотен человек».
Ближе к ночи в Казахстане были отключены мессенджеры Telegram, WhatsApp и Signal.

### 5 января
Провайдер «Казахтелеком» отключил Интернет по всей стране. В результате жители Казахстана начали массово снимать наличные, к банкоматам выстроились очереди, так как из-за отключения интернета прекратила работать оплата по банковским картам и через мобильные приложения.
По заявлению МВД Казахстана, во время беспорядков погибли не менее восьми сотрудников полиции и военнослужащих национальной гвардии, 317 пострадали.

#### Чрезвычайное положение

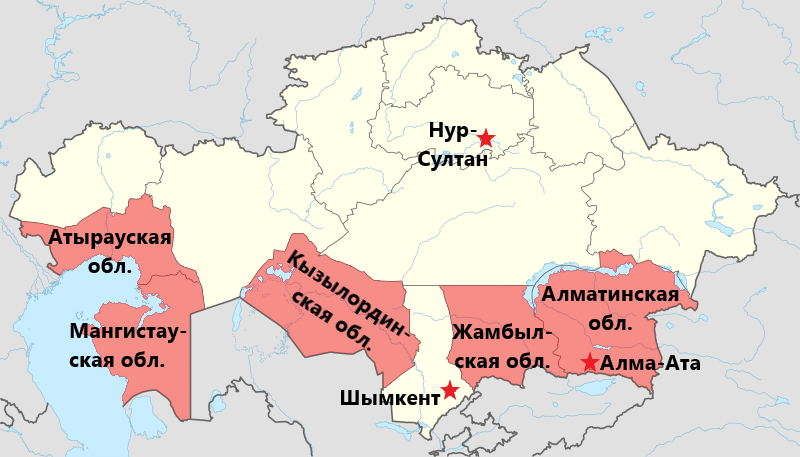
Города республиканского значения (красные звёздочки) и области (красная заливка) Казахстана, в которых к вечеру 5 января 2022 года было введено чрезвычайное положение (позже оно было распространено на всю территорию страны)

Указами президента Казахстана «в связи с серьёзной и непосредственной угрозой безопасности граждан в целях обеспечения общественной безопасности, восстановления законности и правопорядка, защиты прав и свобод граждан» с 1 часа 30 минут 5 января на срок до 00 часов 00 минут 19 января 2022 года было введено чрезвычайное положение в Мангистауской области и городе Алматы. Позднее был издан указ, который ввёл в Алматинской области чрезвычайное положение с 12 часов 30 минут на срок до 19 января, также с 16 часов 00 минут до 19 января 2022 года было введено чрезвычайное положение в столице Казахстана городе Нур-Султане. Вечером того же дня с 20 часов 30 минут 5 января чрезвычайное положение до 19 января 2022 года было введено в городе Шымкенте, а также в Атырауской, Жамбылской и Кызылординской областях. В конце дня чрезвычайное положение было введено на всей территории страны.

#### Отставка и арест руководства Комитета национальной безопасности
5 января был снят с должности главы КНБ Республики Казахстан генерал-лейтенант национальной безопасности Карим Масимов. 8 января пресс-служба ведомства сообщила, что К. К. Масимов был задержан по подозрению в госизмене и водворён в СИЗО. 13 января 2022 года КНБ Казахстана сообщил, что в рамках дела К. К. Масимова дополнительно начаты досудебные расследования по фактам действий, направленных на насильственный захват власти, и превышения должностных полномочий. По подозрению в совершении указанных преступлений (госизмена, насильственный захват власти и превышение должностных полномочий), помимо К. К. Масимова, задержаны бывшие заместитель председателя КНБ — начальник Службы специального назначения «А» генерал-лейтенант национальной безопасности А. Т. Садыкулов и заместитель председателя КНБ генерал-майор национальной безопасности КНБ Д. Е. Ергожин. С 27 января делу присвоен гриф «совершенно секретно», что не позволяет разглашать информацию о ходе следствия и препятствует независимому общественному контролю.

#### Алматы
По данным управления общественного здоровья Алма-Аты, в лечебные учреждения города по скорой помощи поступило 150 пострадавших в событиях 4 января, кроме того 40 человек прибыли в учреждения здравоохранения сами. Изо всех 190 поступивших были госпитализированы 40 человек, в том числе семеро были помещены в реанимацию, из них четверо сотрудники полиции. Среди 190 пострадавших — 137 полицейских и 53 гражданских лица.
Комендант города сообщил, что в ночь с 4 на 5 января «активизировались экстремистские группировки». В городе вечером и ночью были сожжены свыше 120 транспортных средств, в том числе 33 полицейские машины, кареты «скорой помощи», пожарные автомашины. Были разбиты витрины 120 магазинов и других объектов розничной торговли, пострадали 180 предприятий общественного питания, порядка 100 офисов малого и среднего бизнеса. Подверглись избиению более 500 гражданских лиц, среди которых 130 женщин и стариков. С наступлением утра 5 января город, по словам коменданта, «подвергся новым атакам экстремистов и радикалов».
Комендатура города сообщила о том, что перекрыты для транспорта улицы Толе Би, проспекты Райымбека и Абая, а также центр города.
Демонстранты численностью около 300 человек, некоторые из которых были вооружены палками, двигались с запада города по проспекту Райымбека до улицы Толе би, после чего свернули в сторону центра города. В указанном районе закрыты магазины и киоски. На пути следования демонстрантов остались разбросанные кирпичи и гильзы от охотничьих патронов. Полицейских на месте не было. Протестующие напали на припаркованный автомобиль полиции, а также повредили военный грузовик.
В центре Алма-Аты собралось около трёх тысяч протестующих. Полицейские отступили к старой резиденции президента в 50 метрах от городского акимата (мэрии). Нападавшие избили нескольких полицейских, отобрали у них щиты и каски. Участники беспорядков ворвались в здание городского акимата, находившаяся внутри полиция использовала светошумовые гранаты. У протестующих тоже были светошумовые гранаты, щиты и палки. Другая часть толпы в то же время захватила старую резиденцию президента. Над зданием городского акимата начал подниматься чёрный дым, была слышна беспорядочная стрельба. Городской акимат был захвачен протестующими, в здании начался пожар. Правоохранители отошли от горящего здания.
Здание, в котором располагается Ауэзовский районный отдел партии «Нур Отан», протестующие закидали камнями, затем из окон здания пошёл дым.
Силы полиции массово стали покидать центральную часть города, которая заполнялась протестующими. По улицам двигались вооружённые дубинками люди, жестоко избивавшие силовиков. В ряде районов города на улицах не было ни одного сотрудника правоохранительных органов, улицы перекрыты были протестующими.
Днём протестующие захватили и подожгли алматинскую резиденцию главы Казахстана.
Протестующие окружили здание государственного телеканала «Казахстан». Сотрудники медиакомпании закрылись внутри здания, участники протестов попытались взять его штурмом. Ворвавшись в здание, протестующие разгромили первый этаж, а на втором устроили пожар, протестующие напали на сотрудников телеканала и избили их.
Протестующие захватили здание корпункта телеканала «Мир24» и потребовали выхода в прямой эфир. Протестующие разгромили офис телекомпании, уничтожив дорогостоящее съёмочное оборудование.
Протестующие напали на офисные здания, в которых находятся редакции телеканалов, и разгромили их помещения. Казахстанский телеканал КТК, штаб-квартира которого расположена в Алма-Ате, отменил все эфиры.
Днём был отключён проводной интернет и телефонная связь.
Поступили сообщения о случаях мародёрства в некоторых магазинах города, из которых были похищены все алкогольные напитки.
Здание Департамента полиции Алма-Аты было захвачено участниками беспорядков. Участники протестов продолжили сжигать полицейские автомобили на улицах Алматы.
К вечеру город, после ухода из него полицейских и силовиков, погрузился в анархию, среди жителей началась паника. По улицам разгуливали мародёры, многие из них вооружены были автоматами. Участники беспорядков возводили баррикады. Протестующие стягивались в центр города, а обычные граждане старались не покидать свои дома. Также продолжались поджоги машин силовиков, в городе слышны были звуки выстрелов. Также мародёры начали взламывать и грабить банкоматы.
Участники массовых беспорядков захватили аэропорт Алматы, из которого началась эвакуация сотрудников. Сообщалось, что в районе автовокзала «Сайран» была слышна стрельба. Также столкновения происходили в Ауэзовском районе города, где группа вооружённых протестующих штурмовала районный отдел полиции, при этом полицейские отступили на крышу здания, откуда вели стрельбу по участникам беспорядков и применяли светошумовые гранаты.
Нападения на ДКНБ города Алма-Аты не совершалось.
Вечером 5 января вице-мэр Ержан Бабакумаров сообщил об освобождении аэропорта от протестующих.

#### Шымкент
По информации стражей порядка, 4 января на фоне протестных волнений в Жанаозене группа жителей Шымкента, используя соцсети, анонсировала несанкционированные акции у здания акимата и на площадях города.
В 00:30 протестующие, общее число которых достигло более 6 тысяч человек, прибыли к акимату города и начали целенаправленно атаковать полицейских, использовали камни и подручные средства. Отмечается, что многие нападавшие были вооружены кусками арматуры, металлическими ломами, лопатами и ножами.
В 02:20 участники беспорядков стали разбивать и переворачивать машины полиции и воинской части, забирать из них спецсредства. Повредили 62 служебных авто, 12 из которых были перевернуты, 2 — сгорели, 1 спецмашина ДКНБ была серьёзно повреждена.
С помощью водометной машины, светошумовых гранат и резиновых дубинок толпу оттеснили, она рассеялась. Граждан разогнали с улиц города, движение восстановили. В полицию в тот день доставили порядка 500 человек.
5 января в течение дня полиции удавалось сдерживать протестные акции, но в 20:00 возле акимата снова начали собираться люди.
В 20:20 было остановлено движение на пересечении улиц Толе би и Капал батыра, в 20:30 — на перекрестке улицы Байтерекова и проспекта Назарбаева. С помощью спецсредств собравшихся оттеснили. Они разбегались, но потом пытались вновь перекрыть дороги. Протестующие уже стали стрелять в сторону бронированных машин из огнестрельного оружия.
К 22:10 общее число протестующих возросло до 8000 человек, начались повторные попытки прорыва в акимат с использованием оружия, коктейлей Молотова, камней и других подручных средств. В полиции отметили, что некоторые протестующие, будучи в состоянии опьянения, не реагировали на применение спецсредств, при этом были очень агрессивны и жестоки.
К утру 6 января толпу разогнали и восстановили движение. Площади, административные здания, оружейные магазины, филиалы банков, банкоматы были взяты под охрану. В этот же день введен режим ЧП и комендантский час. После погромов и беспорядков в полицию доставили 3520 человек.
Режим чрезвычайного положения в Шымкенте отменили 14 января.
По официальным данным, во время январских протестов в Шымкенте погибли 20 человек.

#### Атырау
По сообщению «Радио Азаттык» (казахской редакции американской радиостанции «Радио Свободная Европа»), между силовиками и демонстрантами произошла перестрелка, в результате которой один из участников беспорядков получил смертельное ранение.

#### Талдыкорган
Участники акций протеста в Талдыкоргане свалили с постамента и разбили на две части памятник экс-президенту Казахстана Нурсултану Назарбаеву. Был захвачен и подожжён акимат. Была стрельба по сотрудникам МВД. Также были задействованы боевики иностранных экстремистских организаций.

#### Усть-Каменогорск
Порядка тысячи человек на Площади Республики в Усть-Каменогорске выдвигали требования к властям и требовали акима Восточно-Казахстанской области. Протестующие заявили, что недовольны низкими зарплатами, ростом цен на продукты и топливо, а также работой общественного транспорта. Позднее между силовиками и протестующими произошли жёсткие столкновения, силовики использовали слезоточивый газ. Были слышны взрывы и стрельба.

### Введение сил ОДКБ (5—6 января)
Вечером 5 января президент Казахстана обратился к лидерам ОДКБ с просьбой о поддержке: «Полагаясь на договор о коллективной безопасности, я сегодня обратился к главам государств ОДКБ — оказать помощь Казахстану в преодолении этой террористической угрозы. На самом деле, это уже не угроза, это подрыв целостности государства и самое главное — это нападение на наших граждан, которые просят меня как главу государства в срочном порядке оказать им помощь». Своё решение Токаев объяснил тем, что в стране действуют «террористические банды, подготовленные за рубежом».
Ночью с 5 на 6 января Совет ОДКБ согласился направить коллективные миротворческие силы в Казахстан. В связи с этим ряд российских писателей, журналистов и политиков направил российским властям обращение с призывом не вмешиваться в конфликт в Казахстане. Акция протеста против введения войск ОДКБ в Казахстан прошла в Бишкеке.
Генеральный секретарь ОДКБ Станислав Зась заявил, что задачей Коллективных миротворческих сил ОДКБ в Республике Казахстан является охрана важных государственных, стратегических объектов и оказание помощи в поддержании правопорядка, чтобы люди чувствовали себя безопасно. Силы ОДКБ не будут участвовать в разгоне массовых акций протеста.
6 января 2022 года Жогорку Кенеш (парламент) Кыргызстана не смог собрать кворум для проведения чрезвычайного заседания по вопросу отправки киргизских военных в Казахстан в рамках миссии ОДКБ и этот вопрос был перенесён на 7 января. На следующий день 69 голосами из 90 он принял решение об отправке 150 военнослужащих, 8 единиц бронетехники и 11 единиц автомобильной техники в Казахстан.
6 января правительство Армении разрешило подразделению Вооружённых сил Армении, включённому в миротворческий контингент стран ОДКБ, участвовать в миротворческой деятельности в Казахстане в составе миротворческих сил ОДКБ. На следующий день Министерство обороны Республики Армения заявило об отправке 100 военнослужащих в Казахстан.
Генеральный секретарь ОДКБ Станислав Зась 6 января оценил численность миротворческого контингента, который предполагается к 7 января разместить в Казахстане, в количестве около 2,5 тыс. человек, но отметил, что весь перечень частей и соединений, которые входят в Миротворческие силы ОДКБ, насчитывает порядка 3,6 тысячи человек. При возникновении необходимости группировка в Казахстане может быть усилена за их счёт.

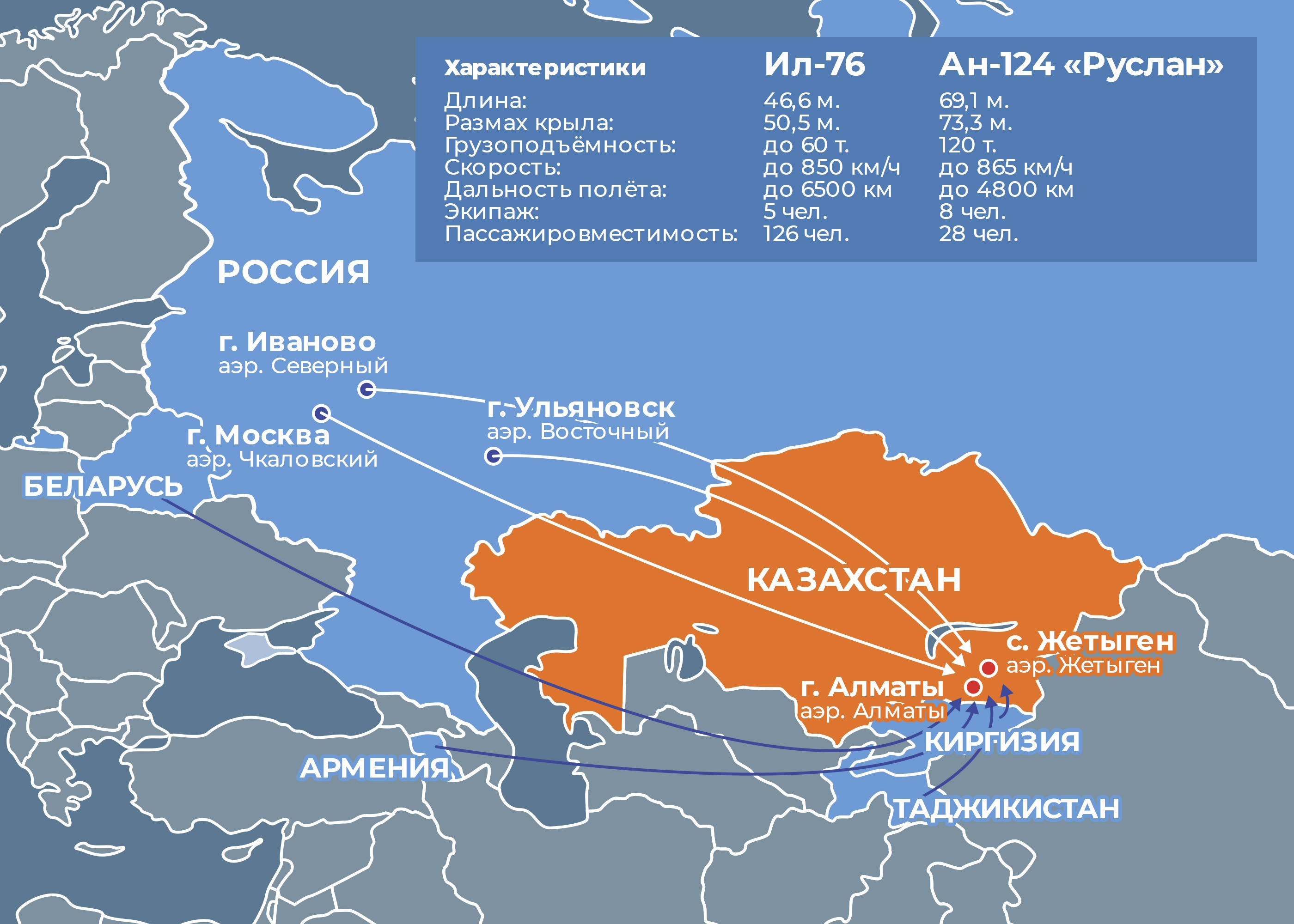
Отправка самолётами военно-транспортной авиации ВКС России КМС ОДКБ в Казахстан; также 3 самолёта с миротворцами были направлены в город Нур-Султан (на карте не показан).
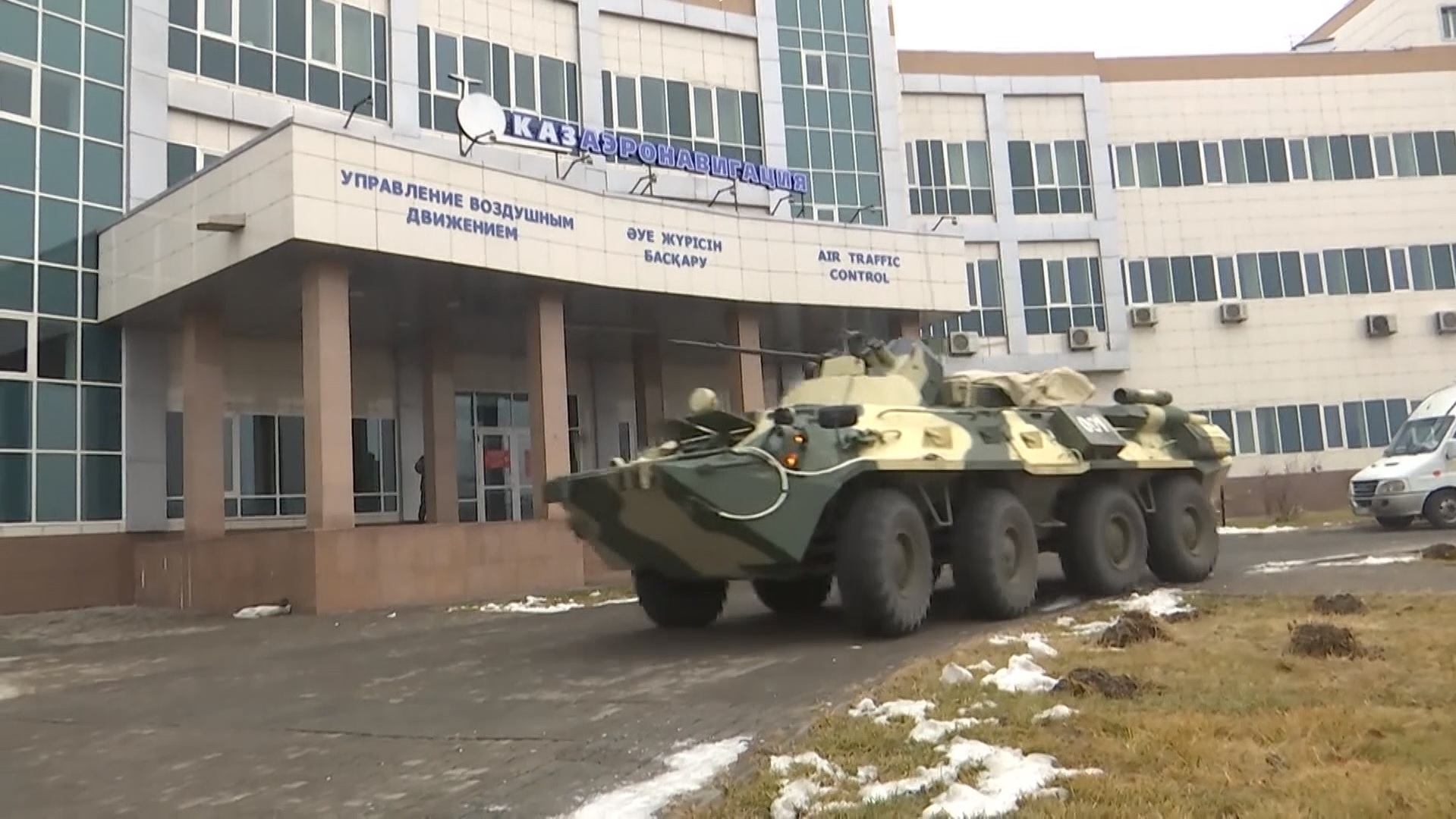
БТР-82А российского контингента КМС ОДКБ в Казахстане в ходе патрулирования международного аэропорта Алматы (Казахстан) 10 января 2022 г.
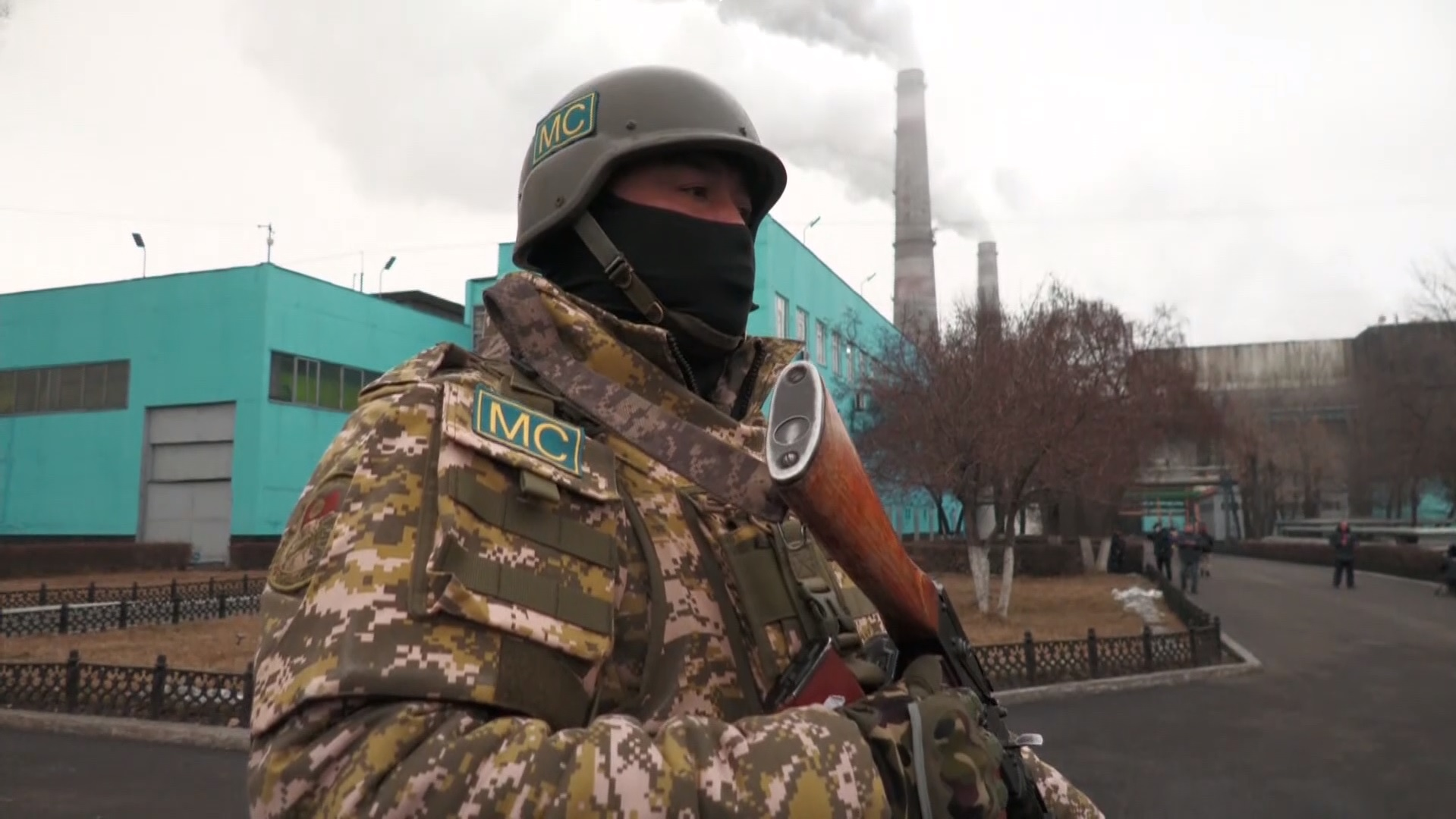
Военнослужащий Кыргызстана в составе Коллективных миротворческих сил ОДКБ на охране ТЭЦ-2 в Алмате (Казахстан)
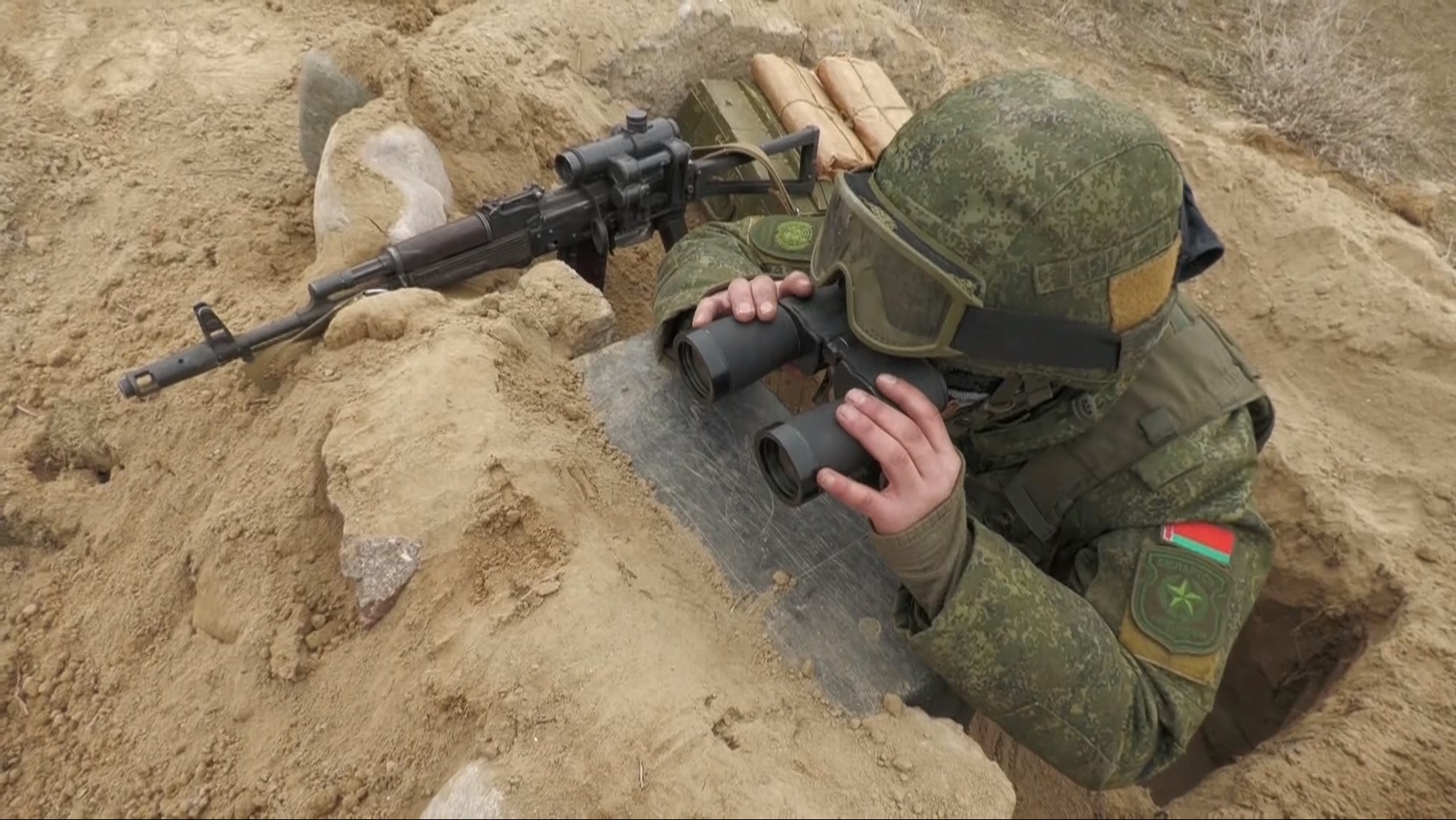
Белорусский военнослужащий в составе Коллективных миротворческих сил ОДКБ в Казахстане
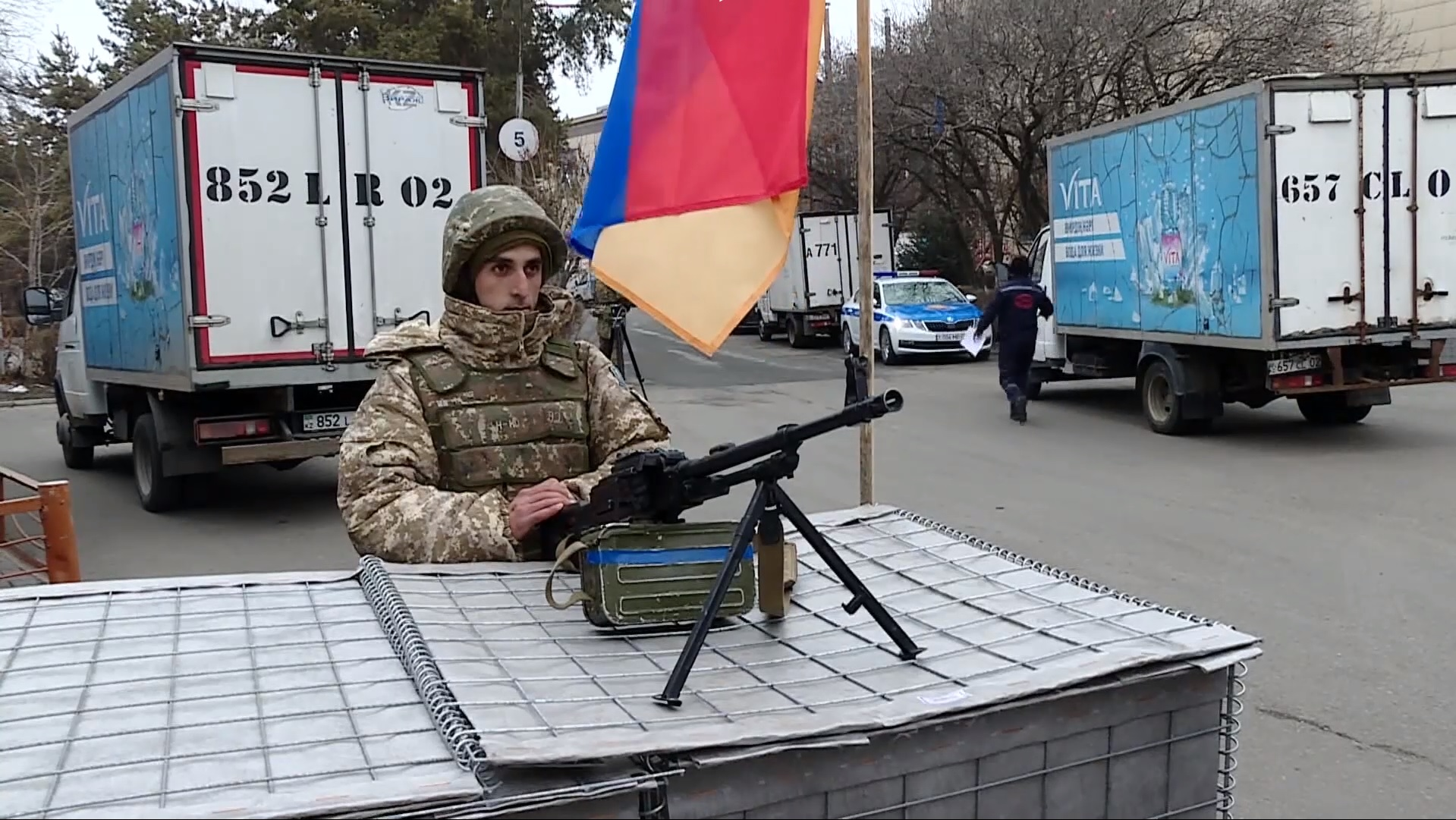
Военнослужащий Армении в составе Коллективных миротворческих сил ОДКБ на охране ТОО «Хлебобараночный комбинат „Аксай“» в городе Алматы (Казахстан)
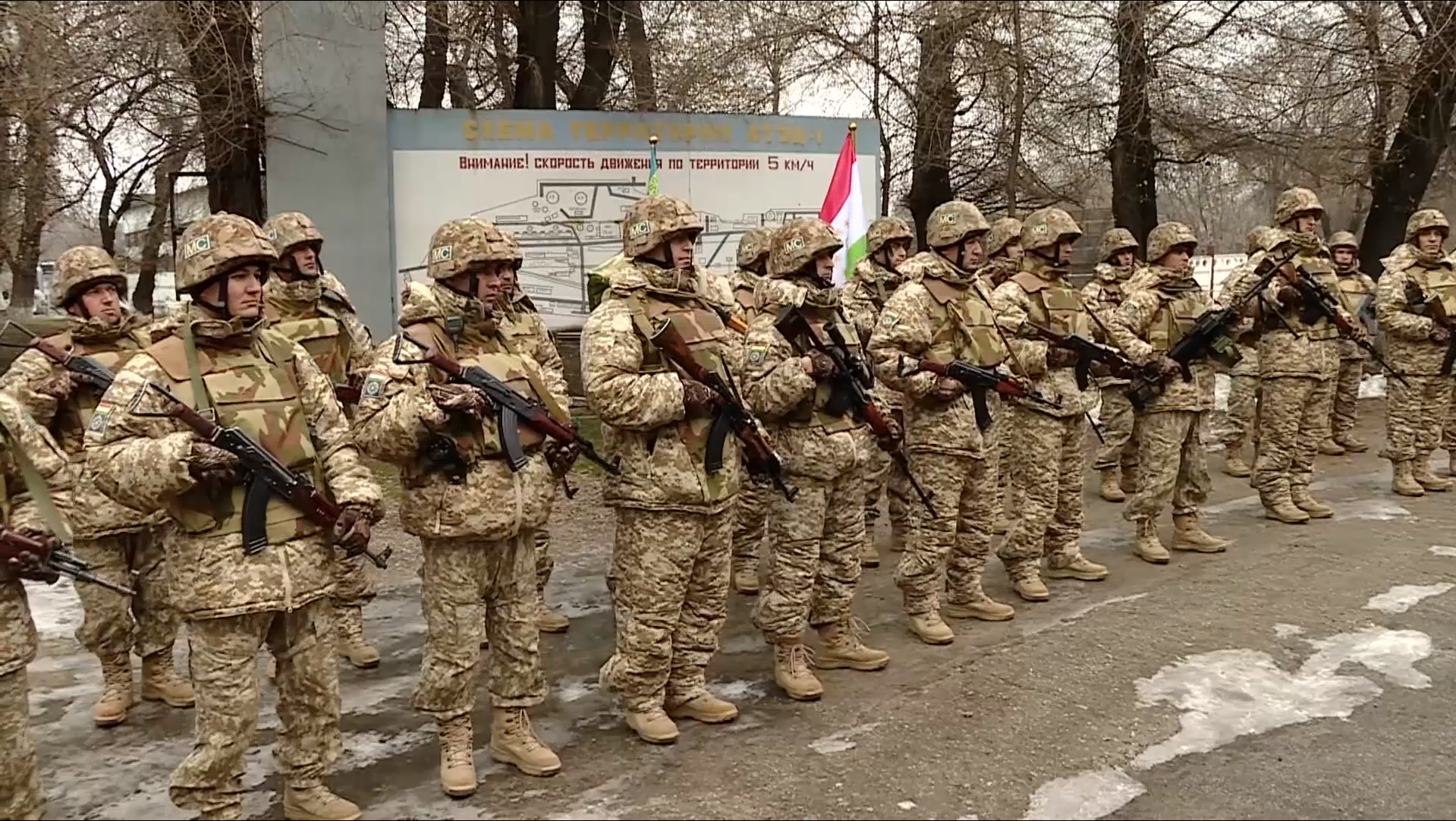
Военнослужащие Таджикистана в составе Коллективных миротворческих сил ОДКБ на охране ТЭЦ-1 в городе Алматы (Казахстан)
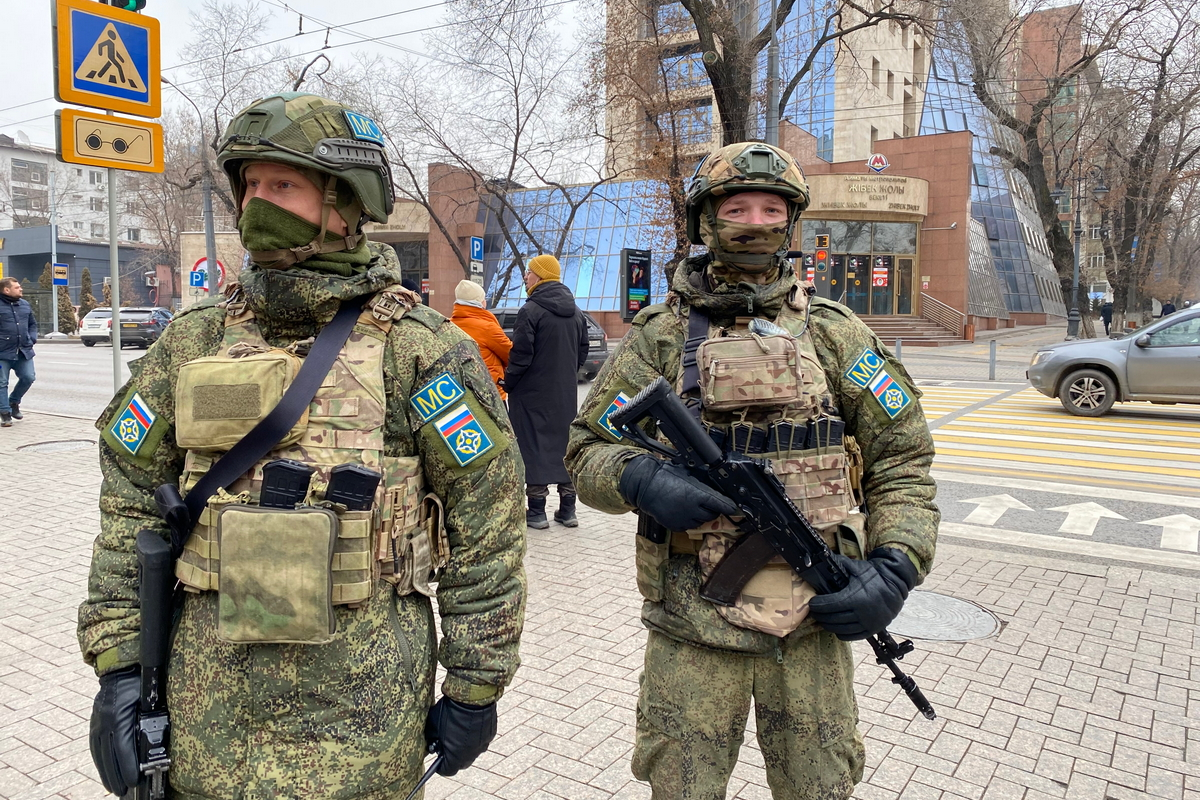
Два военнослужащих России в составе Коллективных миротворческих сил ОДКБ на фоне входа на станцию «Жибек Жолы»

### 6 января
На всей территории Казахстана ввели режим чрезвычайного положения.

#### Алма-Ата
Ночью правительственные силы предприняли попытку отбить ряд административных зданий в Алма-Ате и окрестностях, в том числе департамент алматинской полиции и районные управления полиции. На утро 6 января было сообщено о десятках убитых участников беспорядков. Было сообщено также и о 13 погибших со стороны сотрудников правоохранительных органов, двое из которых были найдены обезглавленными. 5 января 2023 года генеральный прокурор Берик Асылов заявил, что информация об обезглавленных силовиках не соответствует действительности. К вечеру того же дня количество погибших силовиков увеличилось до 18.
Во второй половине дня в ходе рейдов полиция задержала около двух тысяч протестующих.
Ближе к 19 часам по местному времени военные потребовали от участников беспорядков покинуть площадь Республики и предупредили, что откроют огонь. Через некоторое время военные начали операцию по «зачистке» площади, началась стрельба. По сообщениям очевидцев, стрельба велась по зачинщикам беспорядков и машинам, есть раненые и убитые.
Во время попытки отобрать автомобиль мародёры застрелили известного казахского режиссёра, оператора и основателя проекта Salamalec sound, «отца казахского хип-хопа» Сакена Битаева.
В ночь с 6 на 7 января было совершено вооружённое нападение на здание Академии Пограничной службы КНБ Республики Казахстан в Алма-Ате с целью его захвата. Атака была отбита силами офицеров и курсантов академии. В ходе отражения террористической атаки погибли двое офицеров-преподавателей и трое курсантов академии. Также получил тяжёлые ранения начальник академии полковник Павел Поливанов (он вышел к толпе для переговоров, но в него тут же начали стрелять).

### 7 января
На утреннем заседании контртеррористического штаба президент Казахстана Касым-Жомарт Токаев сделал заявление о восстановлении правопорядка во всех регионах Казахстана. Указав, что протестующие продолжают применять оружие, Токаев призвал продолжить операцию до полного уничтожения «боевиков».
В Алма-Ате началось создание «народных дружин», в том числе из числа бывших воинов-афганцев, для защиты от мародёров.
Получивший политическое убежище во Франции глава оппозиционного движения «Демократический выбор Казахстана» Мухтар Аблязов в интервью агентству Reuters заявил, что «считает себя лидером оппозиции», призвал Запад вмешаться в происходящее в Казахстане, чтобы не дать президенту России Владимиру Путину «превратить Казахстан в Беларусь», охарактеризовал миротворческую операцию ОДКБ как «оккупацию со стороны России». Также он сказал, что готов возглавить временное правительство если протесты наберут силу.

### 8 января
Комитет национальной безопасности Республики Казахстан (КНБ РК) объявил, что занимавший до 5 января пост председателя КНБ РК Карим Масимов арестован в связи с подозрением в совершении государственной измены. По сведениям источников американского телеканала CNN, накануне увольнения с поста председателя КНБ Масимов объявил Токаеву, что тот утратил доверие семьи Назарбаевых и должен уйти. По мнению руководителя программы «Россия в Азиатско-Тихоокеанском регионе» Московского центра Карнеги Александра Габуева, Карим Масимов отдал приказ подчиненным и другим правоохранительным органам не стрелять в толпу.
Министерство иностранных дел Израиля сообщило о гибели среди протестующих в Алма-Ате 22-летнего гражданина Израиля Левана Когеашвили. По информации Министерства внутренних дел Казахстана, задержано 4266 человек, среди которых есть иностранцы.
Германия приостановила экспорт оружия в Казахстан.

### 9 января
Казахстанский государственный телеканал Qazaqstan показал сюжет с допросом задержанного по подозрению в терроризме, который сообщил, что он безработный, приехал из Кыргызстана, и что ему за участие в беспорядках пообещали 90 тысяч тенге (около 200 долларов США). На лице задержанного были явные следы побоев. Этот сюжет показали и российские государственные телеканалы. Однако задержанный оказался известным киргизским джазовым музыкантом Викрамом Рузахуновым. Произошедшее вызвало большой резонанс в Кыргызстане, у посольства Казахстана собрался стихийный митинг, участники которого требовали освободить музыканта и выражали недоверие официальной версии казахстанских властей. Участников митинга поддержал и глава ГКНБ КР Камчыбек Ташиев. На следующий день Викрам Рузахунов был отпущен, а телеканал Qazaqstan удалил ролик с его допросом.
Министр по европейским делам Франции Клеман Бон заявил в интервью французскому телеканалу Cnews о недопустимости подавления демонстраций, направленных против повышения стоимости жизни, и рассказал о предстоящей встрече министров иностранных дел европейских стран, на которой запланировано обсуждение возможных ответных мер в связи с подавлением антиправительственных протестов.

### 10 января
По состоянию на 10 января в Республике Казахстан были размещены миротворческие силы ОДКБ в количестве 2030 человек в следующем составе:
| Член ОДКБ        | Миротворческие силы | Всего               |
| ---------------- | --- | ------------------- |
| Россия, 1480     | 45-я отдельная бригада спецназначения ВДВ 98-я воздушно-десантная дивизия ВДВ 31-я отдельная десантно-штурмовая бригада ВДВ | 2030 военнослужащих |
| Белоруссия, 100  | 103-я отдельная воздушно-десантная бригада ССО                                                                              | 2030 военнослужащих |
| Таджикистан, 200 | Миротворческое подразделение ВС                                                                                             | 2030 военнослужащих |
| Кыргызстан, 150  | 25-я бригада специального назначения «Скорпион» ВС                                                                          | 2030 военнослужащих |
| Армения, 100     | Миротворческое подразделение ВС                                                                                             | 2030 военнослужащих |

### Поэтапная отмена чрезвычайного положения
Комитет национальной безопасности Казахстана 13 января объявил о завершении антитеррористической операции и отмене критического «красного» уровня террористической опасности на территориях городов Нур-Султана, Шымкента, Акмолинской, Актюбинской, Атырауской, Восточно-Казахстанской, Западно-Казахстанской, Карагандинской, Кызылординской, Костанайской, Мангистауской, Павлодарской, Северно-Казахстанской и Туркестанской областей. «Красный» уровень террористической опасности и режим антитеррористической операции сохраняются в городе Алма-Ате, Алматинской и Жамбылской областях.
Время отмены чрезвычайного положения:
- 13 января 2022 года c 7 часов в Западно-Казахстанской[122], Северо-Казахстанской[123] и Павлодарской[124] областях;
- 14 января c 18 часов в городе Шымкенте[125], Восточно-Казахстанской[126], Карагандинской[127], Туркестанской[128] областях;
- 15 января с 7 часов в Акмолинской[129] и Костанайской[130] областях;
- 16 января с 7 часов в Актюбинской области[131].

### Вывод сил ОДКБ
12 января 2022 года армянская сторона сообщила о том, что в адрес премьер-министра Армении Никола Пашиняна как председателя Совета коллективной безопасности ОДКБ поступило обращение президента Казахстана К.-Ж. Токаева с просьбой дать поручение о завершении миротворческой миссии ОДКБ в Казахстане с 13 января. Главами государств-членов ОДКБ была поставлена задача завершить вывод контингента миротворцев ОДКБ из Казахстана до 23 января.
13 января производилась передача охраняемых миротворцами социально значимых объектов правоохранительным органам Казахстана. В тот же день первые российские подразделения вылетели из аэропорта Алматы.
14 января были выведены в места постоянной дислокации подразделения Белоруссии, Армении, Таджикистана, Кыргызстана.

### 20 января
Депутаты Европарламента в ходе пленарной сессии большинством голосов приняли резолюцию по ситуации с защитой прав человека в Казахстане, в которой призвали инициировать международное расследование, а также ввести санкции в отношении казахстанских чиновников в рамках режима ЕС за нарушения в области прав человека.

## Митинги за пределами Казахстана
- 5 января российская полиция задержала у здания посольства Казахстана в Москве семерых протестующих, оказавшихся активистами российской незарегистрированной оппозиционной Революционной рабочей партии. Они устраивали пикет с плакатами у посольства в поддержку протестующих[141]. После этого меры безопасности как в самом посольстве, так и вокруг него были усилены постами и нарядами полиции и Росгвардии[142].
- После того, как стало известно о том, что в Казахстан введут войска ОДКБ, в соседнем Кыргызстане 6 января ряд представителей гражданского общества и другие жители вышли в Бишкеке с митингами и пикетами против введения войск своей страны в составе Миротворческих коллективных сил ОДКБ оперативного реагирования в «братскую страну». В частности, они требовали рассмотрения этого вопроса в парламенте республики. Правоохранительные органы Кыргызстана не препятствовали проведению этих митингов и пикетов[143][144]. Часть митингующих также обвиняла Россию в «военной агрессии» против Казахстана и осуждала фактически военную интервенцию, а также требовала выхода Кыргызстана из ОДКБ[145]. В тот же день Жогорку Кенеш не смог собрать кворум для проведения чрезвычайного заседания по вопросу отправки киргизских военных в Казахстан в рамках миссии ОДКБ[146]. На следующий день 69 голосами из 90 он принял решение об отправке 150 военнослужащих, 8 единиц бронетехники и 11 единиц автомобильной техники в Казахстан[90].

## Реакция государственных органов
Днём 4 января президент Казахстана Касым-Жомарт Токаев пообещал протестующим рассмотреть их требования и призвал не следовать призывам «деструктивных лиц».
В ночь с 4 на 5 января президент Казахстана ввёл режим чрезвычайного положения в Мангистауской области и городе Алматы с 01:30 5 января до 00:00 19 января 2022 года. В зонах чрезвычайного положения была ограничена свобода передвижения и сеть Интернет (были недоступны Интернет-ресурсы по доменному имени, доступ был по IP-адресам или с помощью VPN, в том числе VPN других стран), запрещён въезд и выезд. Также был введён комендантский час с 23:00 до 7:00 и запрещена продажа оружия, боеприпасов и алкоголя. Имеющееся оружие у населения изымут.
Президент Казахстана выступил с видеообращением, в котором призвал население не поддаваться на провокации изнутри и извне, а для протестующих подчеркнул, что власть не падёт.
Утром 5 января президент Казахстана объявил об отставке правительства. Причиной резкого роста цен на сжиженный газ президент назвал переход на полностью рыночное формирование цен через торговые площадки и биржи АО "Товарная биржа "Евразийская Торговая Система", произошедшее 1 января 2022 года. Вину за рост цен президент возложил на правительство Казахстана, в частности, на министерство энергетики, а также на крупнейшие компании-поставщики газа — «Казмунайгаз» и «Казахгаз».
Объявлено о ряде мер по стабилизации обстановки в стране:
1. Президентом введено временное ценовое регулирование цен на сжиженный газ сроком на 180 календарных дней, при этом предельные цены для населения не должны превышать уровень цен на конец 2021 года.
2. Президентом дано поручение правительству перенести на один год полный переход на реализацию сжиженного газа через электронные торговые площадки и биржи. В течение 2022 года следует тщательно подготовить нормативно-правовую базу, которая должна обеспечить прозрачную работу торговых площадок, внедрить механизмы ограничения резкого роста цен.
3. Дано поручение Генеральной прокуратуре совместно с Агентством по защите конкуренции по проведению оперативного (20 дней) расследования на предмет ценового сговора и иных антиконкурентных действий.
4. Введено государственное регулирование цен на социально значимые продовольственные товары. Решения в областях и городах государственного значения будет приниматься акимами (главами) этих регионов, исходя из социально-экономической ситуации в конкретном регионе.
5. Дано указание приступить к разработке закона «О банкротстве физических лиц», что связано с высоким уровнем закредитованности граждан.
6. Поручено рассмотреть необходимость введения моратория на повышение коммунальных тарифов для населения сроком на 180 дней.
7. Поручено рассмотреть вопрос о субсидировании арендной платы по вторичному жилью для социально уязвимых слоёв населения.
8. Дано распоряжение о создании общественного фонда «Народу Казахстана», финансируемого за счёт частных и государственных источников, предназначенного для решения проблем здравоохранения и детей.

Во второй половине дня президент Казахстана выступил с ещё одним телевизионным обращением. Он заявил, что предпринятые меры по наведению порядка были недостаточны. Поэтому он возложил на себя обязанности главы Совета безопасности Казахстана и заверил, что предпримет на этом посту (который до этого дня занимал Н. Назарбаев) «максимально жёсткие меры» по наведению порядка и противодействию хорошо организованным и профинансированным «заговорщикам». Одновременно президент анонсировал будущий план «политической трансформации» Казахстана. Одновременно президент заверил, что продолжает оставаться на своём посту в столице Казахстана.
Как сообщил позже пресс-секретарь Назарбаева, тот сам принял решение передать пост председателя Совбеза президенту, так как беспорядки и террор требовали оперативного, жёсткого и бескомпромиссного ответа от руководства страны.
7 января Токаев заявил, что на Алма-Ату напали 20 тысяч террористов.
8 января президент Казахстана Касым-Жомарт Токаев объявил 10 января Днём национального траура в связи с многочисленными жертвами во время протестов и их подавления.

### Арест лиц, причастных к необоснованному повышению цен на сжиженный газ
Агентство по финансовому мониторингу Казахстана произвело задержание и арест бывшего вице-министра энергетики Казахстана Жумабая Карагаева, а также руководителей электронных торговых площадок и иных лиц, причастных к необоснованному повышению цен на сжиженный нефтяной газ в Мангистауской области.

## Последствия
- Протесты в Казахстане вызвали подорожание на 8 % урана на мировом рынке, поскольку более 40 % мировой добычи этого металла приходится на Казахстан[157].
- Из-за отключения интернета властями Казахстана на 7 % упал курс биткойна, что связывают с тем, что Казахстан занимает второе место по его добыче, производя 18,1 % этой криптовалюты[158].
- Южный сосед Казахстана — Узбекистан усилил контроль у своих границ с Казахстаном, а Казахстан с 6 января на неопределённый срок полностью закрыл свои границы с Узбекистаном, Кыргызстаном и Туркменистаном. Отменены все авиарейсы между Узбекистаном и Казахстаном. В приграничных с Казахстаном областях и районах Узбекистана очевидцы заметили увеличение количества милиционеров и сотрудников узбекистанской Нацгвардии. Ряд экспертов допустил возможность возникновения аналогичных протестов в Узбекистане. Президент республики Шавкат Мирзиёев на фоне этого прервал свой новогодний отпуск, который длился всего день, и поговорил по телефону о ситуации в Казахстане с президентами Таджикистана и Турции, а также с самим Касым-Жомартом Токаевым, выразив свою поддержку. Как стало известно узбекской службе Радио «Свобода» от источников в правительстве Узбекистана, президент лично распорядился безосновательно не повышать цены на газ, бензин, электроэнергию, воду и важнейшие продовольственные товары. После этого в Узбекистане отмечалось резкое относительное снижение цен на вышеупомянутые товары. В частности, был полностью прекращён экспорт природного газа и куриных яиц, сняты импортные пошлины на мясо и ряд других товаров. В это время в Узбекистане уже много лет продолжается энергетический кризис — острый дефицит электроэнергии и автомобильного сжиженного газа. Эксперты спрогнозировали возможность возникновения в стране дефицита и естественно подорожания импортной муки, некоторых продуктов питания и частично мяса из-за ситуации в соседнем Казахстане, так как экономика Узбекистана сильно переплетена с экономикой Казахстана — общий товарооборот стран составляет свыше 3 миллиардов долларов[159][160][161][162][163][164].
- В соседнем Туркменистане, граничащей непосредственно с «мятежной» Мангистауской областью Казахстана, туркменские власти поручили правоохранительным органам усилить контроль над населением и правопорядком и быть в состоянии повышенной боеготовности. Им поручено предотвращать возникновение любых скоплений людей, а участковых предупредили о личной ответственности за соблюдение правопорядка на своей территории и поручили каждое утро и вечер совершать обходы. Как стало известно, полиция задерживает просто стоящих людей, забирает на допрос случайно собравшихся людей, проводит проверку документов, содержимого телефонов задержанных, допрашивают, с какой целью люди собрались вместе. «Усиление видно повсюду. Полицейские патрули даже в сёлах», отметил один из жителей страны. Также стало известно, что в Туркменистане «люди между собой обсуждают решительность казахов в требовании своих прав, восхищаются их отвагой и сравнивают со своим положением». Полиция и сотрудники МНБ также активно проводят «беседы» с родственниками граждан, проживающих за границей[165][166].

### Потери, задержания, уголовные дела
По состоянию на 15 января 2022 года 4353 человека были ранены, в том числе 3393 сотрудника силовых ведомств. В морги были доставлены 238 погибших, в том числе 19 полицейских и военных.
По состоянию на 13 января за правонарушения, совершённые в период режима ЧП, было составлено 6966 протоколов о возбуждении административных производств, к различным видам административной ответственности было привлечено 4918 человек, в том числе административному аресту было подвергнуто 1978 человек. На 791 человека были наложены штрафы, а 2149 человек были предупреждены. На рассмотрении судов находилось 2048 материалов. Расследовалось 494 уголовных дела, в том числе 44 — по актам терроризма, 34 — по массовым беспорядкам, 15 убийств и др. В изоляторы временного содержания в статусе подозреваемых в совершении преступлений было помещено 524 человека, из их числа с санкции суда были взяты под стражу 412 человек.
5 января 2023 года генеральный прокурор РК Берик Асылов, выступая в Мажилисе, озвучил обстоятельства смерти 238 человек: 67 человек названы нападавшими, то есть подозреваемыми «в участии в массовых беспорядках», 142 погибших следствие считает «нарушителями режимов чрезвычайного положения и антитеррористической операции». Четыре человека погибли при совершении иных преступлений. Наибольшее количество людей погибло в Алма-Ате — 151 человек, в Кызылорде погибли 26 человек, в Шымкенте — 20 человек, в Таразе — 17 человек.

### Заявления правозащитников
Международная организация Human Rights Watch проанализировала множество видеозаписей, снятых в Алма-Ате, и пришла к заключению, что как минимум в четырёх случаях силовики применили чрезмерную силу, использовав летальное оружие. В этих случаях, по мнению HRW, 10 человек погибли и 19 получили ранения. Правозащитники призвали власти Казахстана к эффективному, независимому и беспристрастному расследованию действий сил безопасности во время январских событий.
Также HRW дистанционно проинтервьюировала 12 человек и заявила, что некоторые из задержанных были подвергнуты жестокому обращению и пыткам, в том числе пыткам электрическим током и избиению дубинками. HRW располагает заслуживающими доверия сведениями о десятках случаев, когда полиция произвольно задерживала мирных протестующих и других лиц, после чего некоторые задержанные подвергались жестокому обращению и пыткам, а также задокументировала ситуации, когда власти произвольно вмешивались в адвокатскую деятельность.
Правозащитники призвали власти Казахстана положить конец злоупотреблениям, обеспечить защиту прав каждого задержанного и привлечь к ответственности тех, кто их избивал или пытал.
Эксперты казахстанского проекта «Ландшафт цифровых прав и свобод» опубликовали Специальный отчет, посвященный январским событиям, «Qazaqstan Shutdown 2022: ограничения цифровых прав во время и после январских событий», где содержатся 9 аналитических тем и описывают, как отключение сети и наложенные государственные ограничения повлияли на права и свободы человека с соответствующими рекомендациями.

### Самоубийства
- 10 января совершил самоубийство начальник Департамента полиции Жамбылской области Жанат Сулейменов[176].
- 10 января совершил самоубийство полковник КНБ Азамат Ибраев[177].
- 25 января совершил самоубийство топ-менеджер компании «Оператор РОП» Руслан Шамшиев[178].

### Семья Назарбаева
- 5 января первый президент Казахстана Нурсултан Назарбаев покинул последний значительный пост — главы Совета безопасности[179].
- 11 января Токаев поручил принять меры по прекращению отчисления утилизационного сбора в отношении коммерческого оператора. Оператором сбора до этого являлась компания «Оператор РОП», имеющая частных владельцев. «Оператор РОП» связывают с младшей дочерью Нурсултана Назарбаева Алиёй[10].
- 15 января стало известно, что прекращены полномочия двух зятьёв Назарбаева на руководящих постах в крупных компаниях. Сложили полномочия председатель правления АО «КазТрансОйл» Димаш Досанов и председатель правления АО «Национальная компания „QazaqGaz“» Кайрат Шарипбаев[180].
- 17 января стало известно, что третий зять Назарбаева Тимур Кулибаев ушёл с поста главы национальной палаты предпринимателей «Атамекен». На момент ухода с поста он также является членом совета директоров и независимым директором ПАО «Газпром» (Россия)[181]. Кроме того, Комитет нацбезопасности Казахстана (КНБ) объявил об уходе в отставку Самата Абиша — племянника Назарбаева с должности первого зампредседателя спецслужбы[179].
- 25 января Токаев снял с должности председателя ЦИК Казахстана Берика Имашева, который является сватом старшей дочери Назарбаева[182].
- 11 января 2023 года. Конституционный суд Казахстана лишил Нурсултана Назарбаева статуса «елбасы»[183][184].
- Нурсултан Назарбаев был лишён звания «почетный сенатор»[185].

### Оценки ущерба
По данным национальной палаты предпринимателей страны «Атамекен», сумма ущерба от беспорядков в Казахстане для частного бизнеса (без учёта ущерба частных лиц и государственных учреждений) на 14 января оценивалась в размере 94,4 млрд тенге (218 млн долл. США), наличие ущерба отмечено в 9 регионах Казахстана, в том числе в Алматы, на этот город приходится основная часть ущерба — 92,4 млрд тенге (213 млн долл. США); в разрезе отраслей бизнеса число пострадавших организаций: торговля — 1602; общепит — 52; финансовый сектор — 77; логистика — 27; СМИ — 5. По предварительной оценке, которую президент Казахстана К.-Ж. Токаев 10 января 2022 года привёл в беседе с председателем Европейского совета Шарлем Мишелем, общий экономический ущерб может составить 2-3 млрд долларов США.

## Мемориал
23 декабря 2022 года Касым-Жомарт Токаев в Алма-Ате участвовал в церемонии открытия мемориала «Тағзым», посвящённый жертвам январских событий. К церемонии были допущены только представители государственных СМИ. Автором комплекса был архитектор Алексей Ивженко. Неизвестна была стоимость постройки мемориала. В местной администрации заявляют, что информация конфиденциальна. Однако в Мининформации заявляют, что администрация Алматы нарушает закон, и министр посоветовал обратиться в суд. Мемориал был также раскритикован из-за отсутствия имён погибших и их количества, Радио «Свобода» описало его так: «Кроме официального сообщения о том, что это мемориал жертвам Январских событий, на связь мемориала с кровопролитными событиями начала 2022-го не указывает ничего: памятник не содержит ни имен погибших людей, ни информации о количестве убитых, не рассказываются ход событий и возможные причины».

## В кино и искусстве
- В 2022 году снято три короткометражных фильма «BAIQA. SAQTA. QARA.». Режиссёр: Казбек Рустембеков, Еламан Шаубанов и Дуйсен Калымжанов.
- Два короткометражный фильма «Наше время» режиссёр Аружан Досымқожа и «Қаңтар» режиссёр Әлішер Жәдігеров.
- Короткометражный мультфильм «АПА». Автор проект: Тимур Нусимбеков. Анимация: Роман Захаров.
- В январе 2024 года вышел документальный фильм «Қаңтар. Попытка госпереворота. Как это было?» на 23 минуты.
- 25 февраля 2024 года вышел документальный фильм из двух частей под авторством Лукпана Ахмедьярова и Рауля Упорова «ҚАҢТАР» («рус. ЯНВАРЬ»).
Часть 1. «КӨТЕРІЛІС» («рус. ВОССТАНИЕ») и Часть 2. «ҚАСІРЕТ» («рус. ИЗВИНИ») на YouTube-канал «Просто Журналистика».
- В 2024 году снято полнометражный фильм «QAITALANBASYN» («ҚАҢТАР ҚАСЫРЕТІ КИНО») (на казахском языке).